# Гојислава Војиновић
Гојислава Војиновић (умрла после 1368) је била супруга српског великог кнеза Војислава Војиновића. Наследила је свога мужа и владала је његовим областима од 1363. до 1368. године као регент својих малолетних синова. Са власти ју је збацио Војислављев синовац Никола Алтомановић (октобар 1368), након чега Гојислава у дубровачким лађама бежи у Албанију.

## Породица
Језгро Војислављеве државе чинила је знатна породична баштина којој је припојио жупе Дабар, Дрину, Гацко и Рудине након смрти великог челника Димитрија (1359). У појединостима није познато који су крајеви још ушли у састав његове државе, али се зна да је пре смрти (1363) управљао областима између Дрине и Косова, Рудника и Мора, укључујући и жупе Драчевицу, Конавле, Требиње и Попово Поље. Војислав и Гојислава имали су двојицу синова: Добривоја и Стефана. Јиречек је сматрао да су синови Војислава Војиновића по очевој смрти били малолетни, али свакако поодрасли јер су их Дубровчани још 1361. године, приликом рата са Војиславом, уценили на по 1000.

## Владавина
Војислав је умро у другој половини 1363. године. Синови су му били малолетни те је овладала Гојислава као регент. Односи Гојиславе са Дубровником били су добри. Већ 4. децембра 1363. године Сенат је дао овлашћење кнезу и Малом већу да Гојислави могу дати поклон у вредности од 30 перпера. У каснијим писмима обично се помиње само Гојислава као "госпођа кнегиња" без синова. Гојислава је, као и њен муж, примала дубровачки трибут познатији као кумерк солски у износу од 900 перпера годишње. Понекада јој је цар Урош препуштао и светодмитарски доходак. Њеним посланицима је 28. октобра 1364. године исплаћено 2000 перпера. Следеће је године, међутим, кесар Гргур Голубић примио доходак за цара Уроша, али га већ 1366. године поново прима Гојислава.

### Борба са Алтомановићем
Североисточно од Гојиславине државе владао је њен синовац, жупан Никола Алтомановић. Он је био син Алтомана Војиновића, рођеног брата Војислава, и Ратославе Младеновић. Није познато где се простирала његова област у првим годинама владавине. У историјским изворима се први пут појављује новембра 1366. године. Јула следеће године господари Рудником. Био је веома млад; имао је око 19 година. Настојао је да прошири своју област што му је и успело и то за врло кратко време. Прва на удару нашла се Гојислава. Њој није могао да помогне ни цар Урош, а ни бан Твртко Котроманић који се суочавао са побуном у Босни коју је предводио његов брат Вук. Балшићи су били заузети борбама у Албанији против Карла Топије. Августа 1367. године Гојислава тражи да јој се пошаље ризница из Дубровника. Тим новцем желела је платити војску. Њен сукоб, који је тада отпочео, трајао је дуже од годину дана. Маја 1368. године примили су кефалија Крајша и Руја из Требиња, "људи госпође кнегиње", 900 перпера на име кумерка солског. Почетком октобра Гојислава је и даље држала Требиње јер је дубровачки сенат одлучио да се њој треба жалити на становнике Требиња.

### Пад са власти
Мавро Орбин, у свом делу Краљевство Словена, пише да је жупан Никола Алтомановић бацио стрину и њена два сина, Добривоја и Стефана, у тамницу, где су помрли након седам година. По другој верзији коју такође саопштава Орбин, Никола их је отровао после кратког времена. Истина је другачија. Дубровчани су 20. новембра 1368. године, дакле управо када је Алтомановић освојио Гојиславине територије, одлучили да "племениту госпођу", која се склонила у Дубровник, превезу у Албанију. У пратњи "племените госпође" налазио се и Твртков посланик.
Дубровчани су превезли Гојиславу у Албанију вероватно због тога што је она потицала из тих крајева. То име се среће више пута код истакнутих властеоских породица северне Албаније. Једна кћи Карла Топије звала се Гојислава, друга Гојислава је била супруга Божидара Спана, а трећа кћи Ђорђа Аријанита, удата за Ивана Црнојевића.